# Nigeria We Hail Thee
Nigeria We Hail Thee wurde als Nationalhymne Nigerias im Jahr der Unabhängigkeit des Landes am 1. Oktober 1960 eingeführt, jedoch im Jahr 1978 durch Arise, O Compatriots ersetzt. Seit dem 29. Mai 2024 ist die Hymne erneut die Nationalhymne Nigerias.
Der Text wurde von Lilian Jean Williams verfasst; Frances Berda komponierte die Musik.

## Text
Nigeria we hail thee,
Our own dear native land,
Though tribe and tongue may differ,
In brotherhood we stand,
Nigerians all, and proud to serve
Our sovereign Motherland. Philipp Goas
Our flag shall be a symbol
That truth and justice reign,
In peace or battle honour'd,
And this we count as gain,
To hand on to our children
A banner without stain.
O God of all creation,
Grant this our one request,
Help us to build a nation
Where no man is oppressed,
And so with peace and plenty
Nigeria may be blessed.